# Reichenbach im Vogtland
Reichenbach im Vogtland är en stad i Vogtlandkreis i förbundslandet Sachsen i Tyskland. Staden har cirka 20 000 invånare. Staden ombildades 1 januari 2016 genom en sammanslagning av staden med staden Mylau.
Staden ingår i förvaltningsområdet Reichenbach im Vogtland tillsammans med kommunen Heinsdorfergrund.